# Polestar
Polestar este un producător suedez de automobile care produce vehicule electrice. Deținută de Volvo Cars, compania are sediul în Torslanda, lângă Gothenburg, Suedia. Polestar produce mașini în mai multe țări, inclusiv China, SUA și Coreea de Sud, în unități deținute de Volvo Cars și compania-mamă Geely Holding.
Brandul provine de la Flash Engineering, o echipă motorsport Suedeză, înființată în 1996, care a concurat în Campionatul Scandinav de Mașini de Turism. În 2005, echipa a fost vândută, apoi redenumită sub numele de Polestar Racing, care mai târziu a operat o divizie de tuning asupra mașinillor de producție, numită Polestar Performance AB. În iulie 2015, marca Polestar a fost achiziționată de Volvo Cars. Echipa de curse a fost mai apoi redenumită înCyan Racing, menținând în același timp legături strânse cu Volvo.
Actualul holding al Polestar a fost format în comun în 2017 de Volvo Cars și Zhejiang Geely Holding Group. Acțiunile Polestar au început să se tranzacționeze la bursa Nasdaq sub simbolul PSNY la 24 iunie 2022 printr-un acord de combinare de întreprinderi. Volvo intenționează să își reducă participația în Polestar până în al treilea trimestru al anului 2024 de la 48,3% la aproximativ 18%, cedându-l către Geely Holding. 

## Istorie

### Echipa de curse și marca de tuning (1996–2017)
Originile companiei pot fi urmărite până la înființarea sa din1996 a Flash Engineering, o echipă de curse suedeză care concurează în Campionatul Suedez de Turism (STCC). Echipa a fost vândută și redenumită Polestar Racing, care a început să modifice autovehicule Volvo pentru curse la sfârșitul anilor 2000. În 2009, marca a devenit partenerul oficial Volvo pentru a modifica modelele Volvo existente, sub marca Polestar Performance. În cele din urmă, Volvo a cumpărat compania în iulie 2015 și a început să vândă modele îmbunătățite de Polestar direct prin distribuitorii lor.
Polestar a produs, de asemenea, prototipuri de mașini, primul fiind C30 Polestar Performance Concept Prototype (2010) cu peste 400 brake horsepower (300 kW) și 510 newton metrei (380 lbf·ft).

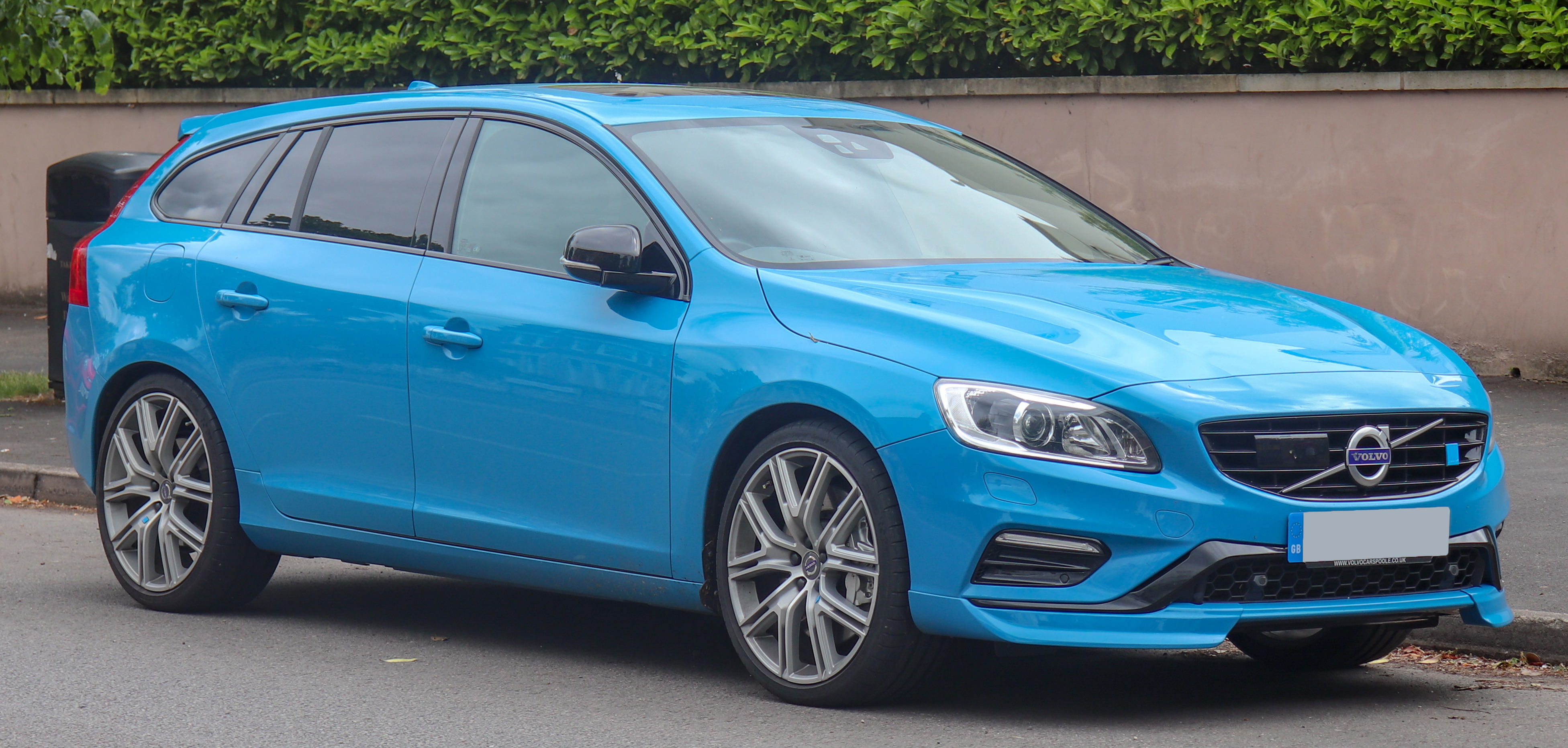
Volvo V60 Polestar

Conceptul Volvo S60 Polestar este moștenitorul lui C30 Polestar, cu 508 CP de la un motor T6 modificat, lansat în iunie 2012. Mașina prinde 0–100 kilometres per hour (0–62 mph) în 3,9 secunde cu o viteză maximă de peste 300 kilometres per hour (190 mph). Motor Trend a testat mașina la Mazda Raceway Laguna Seca, unde a doborât recordul turului pentru mașinile cu patru uși, egalând timpul pe tur al unui Audi R8.
Selecție de modele Polestar pe benzină și hibride bazate pe Volvo:
| Introdus | Model                             | Tip       | Motor                                        | Transmisia               |
| -------- | --------------------------------- | --------- | -------------------------------------------- | ------------------------ |
| 2009     | Volvo C30 Polestar Concept        | Concept   | 5 cilindri, 2500 cmc, turbo, 451 CP          | AWD, manual cu 6 trepte  |
| 2012     | Volvo S60 Polestar Concept        | Concept   | 6 cilindri, 3000 cmc, turbo, 508 CP          | AWD, manual cu 6 trepte  |
| 2013     | Volvo S60/ V60 Polestar           | Productie | 6 cilindri, 3000 cmc, turbo, 350 CP          | AWD, automat cu 6 trepte |
| 2016     | Volvo S60/V60 Polestar Drive-E    | Productie | 4 cilindri, 1969 cmc, turbo, 367 CP          | AWD, automat cu 8 trepte |
| 2018     | Volvo S60 T8 Polestar Engineered  | Productie | 4 cilindri, 1969 cmc, hibrid plug-in, 415 CP | AWD, automat cu 8 trepte |
| 2020     | Volvo V60 T8 Polestar Engineered  | Productie | 4 cilindri, 1969 cmc, hibrid plug-in, 415 CP | AWD, automat cu 8 trepte |
| 2020     | Volvo XC60 T8 Polestar Engineered | Productie | 4 cilindri, 1969 cmc, hibrid plug-in, 415 CP | AWD, automat cu 8 trepte |

### Marcă independentă (2017-prezent)

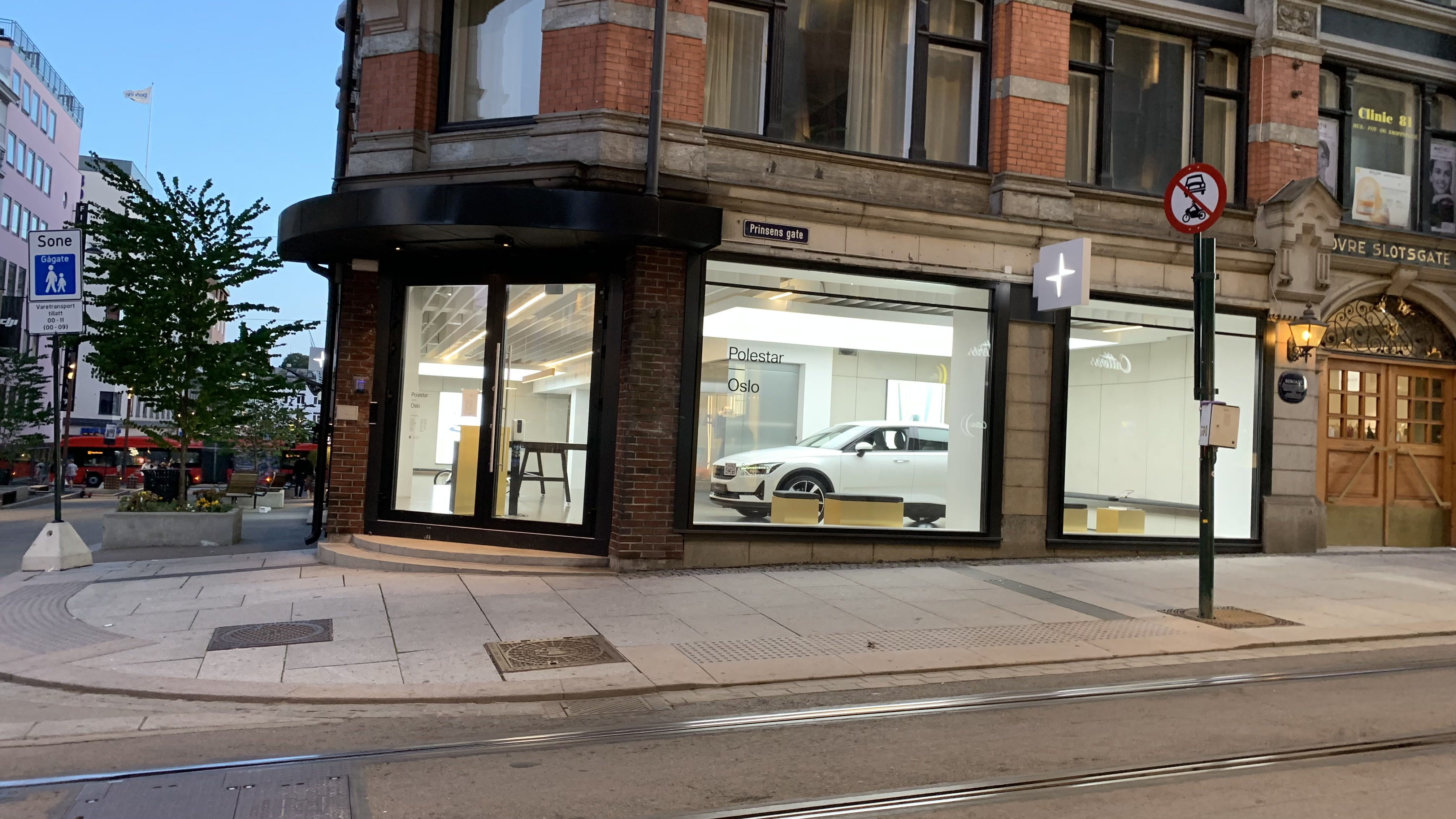
Showroom-ul Polestar din Oslo, Norvegia

În octombrie 2017, Volvo Cars și Geely Holding au anunțat că Polestar va deveni o marcă de sine stătătoare axată pe mașinile electrice. Marca a prezentat Polestar 1 pe 17 octombrie 2017, un coupé 2+2 inspirat de Concept Coupé de la Volvo introdus în 2013, care include influențe de la Volvo P1800. Polestar 1 a fost construit între 2019 și 2021 și a fost construit într-un nou centru de producție Polestar construit special în Chengdu, China, din 2019 la o rată de până la 500 pe an. În ultimul său an de producție, a fost lansată o versiune de producție limitată vopsită cu aur a Polestar 1. Au fost produse doar 25 de unități.
În 2019, Polestar și-a anunțat a doua mașină, mașina electrică Polestar 2. A fost dezvăluit pe 27 februarie 2019, într-o prezentare online care a fost difuzată de la sediul Polestar din Göteborg, Suedia. Imediat după, a avut debutul public la Salonul Auto de la Geneva 2019. Este produs la fabrica existentă a Volvo Cars din Taizhou, China. Va primi o reîmprospătare la mijlocul perioadei de viață pentru modelul său din 2024, trecând la un aspect cu tracțiune spate pentru opțiunea cu un singur motor și diverse modificări de performanță și cosmetice pentru modelul de bază și, respectiv, pachetul de performanță. De asemenea, va înlocui grila frontală existentă cu un tratament frontal de culoarea caroseriei, care găzduiește un nou hardware de siguranță, inclusiv o cameră frontală și un nou radar de rază medie, care se potrivește cu Polestar 3, numit „SmartZone”.
În martie 2022, Polestar a lansat un concept de roadster numit Polestar O 2, iar mai târziu, în august 2022, Polestar a anunțat un al șaselea nou model de roadster, numit Polestar 6, bazat pe conceptul O 2, care va intra în producție în 2026.
În 2023, Polestar a anunțat construirea unui nou sediu – 80.000 metri pătrați (860.000 sq ft) clădire în centrul Göteborgului.

## Produse

### Vehicule actuale și viitoare
| Imagine | Nume         | Introducere </br> ( an cal. ) | Platformă | Grup motopropulsor | Descrierea vehiculului                                                | Locul de asamblare                                                                                        |
| ------- | ------------ | ----------------------------- | --------- | ------------------ | --------------------------------------------------------------------- | --- |
| </img>  | Polar Star 2 | 2020                          | CMA       | Baterie electrica  | Mașină executivă compactă, cu un stil de caroserie cu 5 uși liftback. | - China: Luqiao, Zhejiang⁠(d) (Luqiao CMA Super Factory⁠(d)                                                 |
| </img>  | Polar Star 3 | 2024                          | SPA2      | Baterie electrica  | SUV crossover de lux de dimensiuni medii, legat de Volvo EX90.        | - China: Chengdu (Polestar Plant) - United States: Ridgeville, South Carolina⁠(d) (South Carolina Factory) |
| </img>  | Polar Star 4 | 2024                          | MARE      | Baterie electrica  | SUV crossover de lux compact cu un stil de caroserie SUV coupe.       | - China: Ningbo⁠(d) - South Korea: Busan (Renault Korea Motors⁠(d)                                          |
| </img>  | Polar Star 5 | 2025 (planificat)             | MARE      | Baterie electrica  | Mașină executivă                                                      | |
|         | Polar 6      | 2026 (planificat)             | MARE      | Baterie electrica  | Mare Turist                                                           | |

| Imagine | Nume(e)         | Productie </br> ( an cal. ) | Platformă | Grup motopropulsor | Descrierea vehiculului                                 | Locul de asamblare                  |
| ------- | --------------- | --------------------------- | --------- | ------------------ | ------------------------------------------------------ | ----------------------------------- |
| </img>  | Steaua polară 1 | 2019–2022                   | SPA       | hibrid plug-in     | Mașină sport / grand tourer, 1.500 de unități produse. | - China: Chengdu (Polestar Plant⁠(d) |

### Optimizarea performanței

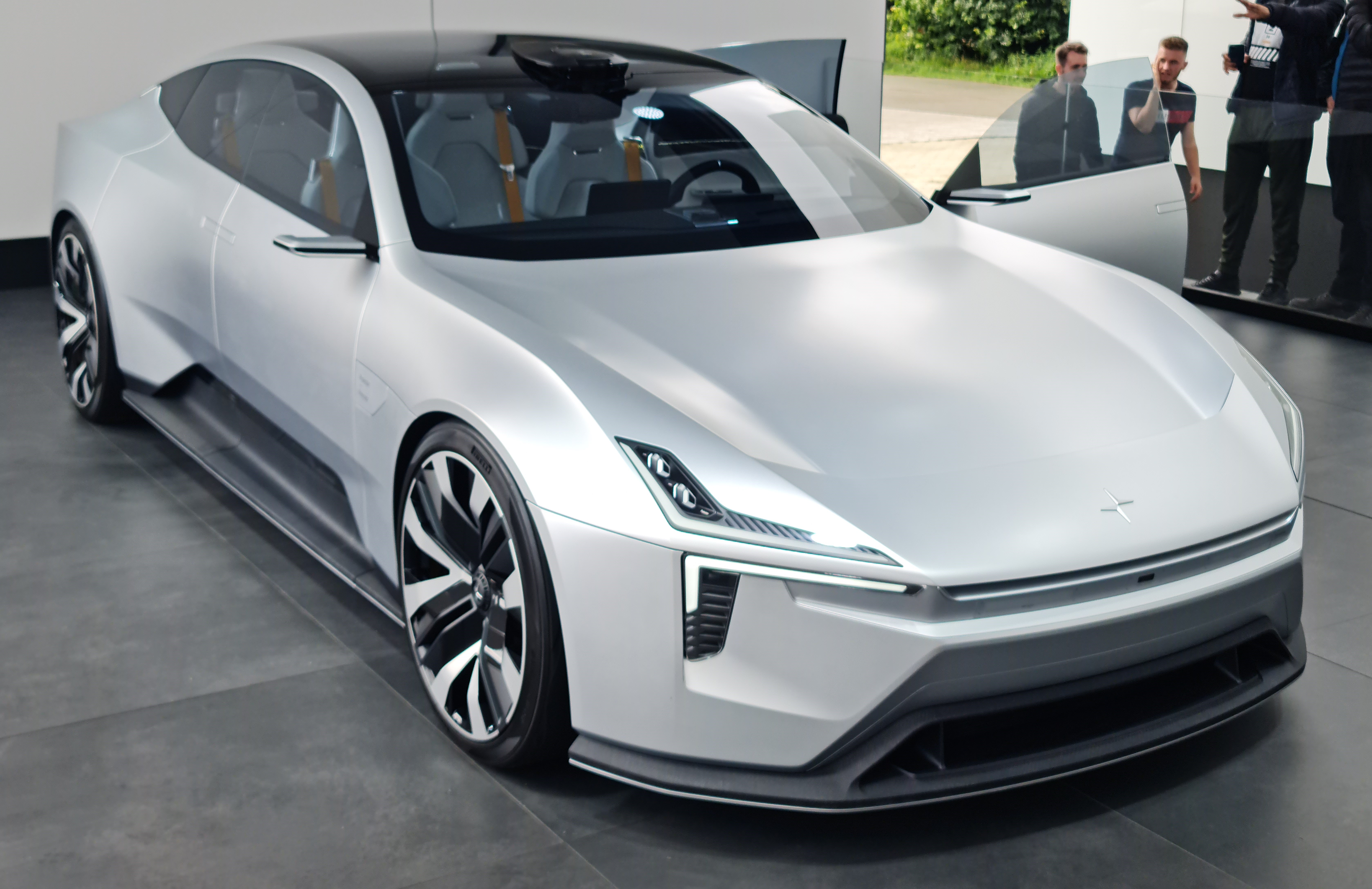
Preceptul Polarului

Sub eticheta Polestar Engineered, Polestar oferă îmbunătățiri pentru mașinile Volvo, care oferă performanțe îmbunătățite. Exemple sunt optimizările motorului cu garanție păstrată și consumul de combustibil și emisiile neschimbate. Optimizarea motorului crește puterea și cuplul, variind în funcție de modelul de motor. Răspunsul clapetei de accelerație poate fi modificat, iar caracterul transmisiei este modificat.
În 2022, a fost lansată o versiune specială a Polestar 2 ca produs Polestar Engineered: Polestar 2 BST edition 270 de producție limitată, dintre care doar 270 vor exista.

## Curse
Polestar lucrează cu Volvo din 1996, începând cu cursele de mașini Volvo și fiind implicată în dezvoltarea mașinilor de curse pentru Cyan Racing. În 2014, Polestar a fost implicată în dezvoltarea unui Volvo S60 cu motor V8, care a fost condus de Garry Rogers Motorsport în seria australiană V8 Supercars. Robert Dahlgren a fost detașat în Australia în 2014 ca parte a acestui program și a fost retras la sfârșitul anului 2016.

## Disputa siglei in Franta
În 2019, marca franceză Citroën a considerat că logo-ul companiei Polestar – format tot din chevrons – este prea apropiat de cel al mărcilor sale Citroën și DS Automobiles. În lipsa unui acord amiabil, Citroën s-a adresat Tribunalului de grande instance în iulie 2019. Acesta din urmă, printr-o decizie din 4 iunie 2020, a fost declarată în favoarea producătorului francez, decizie confirmată în recurs la 14 iunie 2020. decembrie 2021. Prin urmare, vehiculele Polestar nu pot fi achiziționate în Franța. În septembrie 2022, a fost raportat că Citroën și Polestar și-au soluționat disputa.

## Alte aventuri
În august 2022, compania a anunțat că va furniza baterii și hardware de încărcare lui Candela pentru bărcile electrice care vor „zbura” pe hidrofoile.